# Jeff Easley
Jeff Easley (Nicholasville, 1954) è un disegnatore statunitense e pittore che dipinge a olio quadri di tema fantasy, nella tradizione di Frank Frazetta.

## Biografia
Nato a Nicholasville in Kentucky fin da ragazzino ha passato molto tempo a disegnare, in particolare creature come fantasmi e mostri: «Guardavo molti film di mostri trasmessi in tarda serata, e ho costruito tutti i modellini di mostri su cui sono riuscito a mettere le mani». Frequentò la scuola media (hight school) di Nicholasville e proseguì con il college della Murray State University a Murray nel Kentucky, dove ottenne un BFA in pittura in 1976. All'università conobbe anche sua moglie Cynthia.
Dopo il diploma di Cynthia la coppia si trasferì nel Massachusetts con alcuni amici, dove, mentre lavorava per la Okey-Doke Popcorn Company collaborò come freelance per Warren Publications, per cui disegnò copertine e fumetti per Creepy, Eerie e Vampirella, e per la Marvel magazines, per cui fece copertine per Savage Sword of Conan e Bizarre Adventures. Conobbe Larry Elmore attraverso un amico di entrambi e quando sentì che Larry stava preparandosi a lasciare Fort Knox per unirsi alla TSR, lo contattò scoprendo che potevano essere un'opportunità di lavoro anche per lui.
Iniziò a lavorare per la TSR nel marzo 1982, dove il suo primo incarico fu di dipingere le gemme sui dorsi dei libri della serie Endless Quest, ma rapidamente gli furono assegnati lavori più importanti. Curò le illustrazioni interne per il modulo Lost Caverns of Tsojcanth e a partire dal Monster Manual II (1983) curò le copertine dei manuali base delle prime due edizioni del gioco di ruolo fantasy Advanced Dungeons & Dragons e di oltre una dozzina di supplementi del Monstrous Compendium, così come diverse edizione del Dungeons & Dragons Basic Set.
Ha dipinto inoltre le copertine della prima edizione di Battlesystem, della revisione di Gamma World, di numerosi moduli e di librogame della serie Endless Quest, più  un calendario di Dragonlance e numerosi moduli della serie Dragonlance Adventures e prodotti collegati.
Dopo l'acquisizione della TSR da parte della Wizards of the Coast nel 1997, Easley illustrò quarantanove carte per Magic: l'Adunanza dei set da Maschere di Mercadia fino a Vespro.
Come freelance, Easley ha dipinto i dragoni oro-e-avorio per gli intarsi di chitarre in edizione limitata e ha dipinto la copertina e illustrazioni interne dell'album Triumph or Agony della banda power metal Rhapsody of Fire (2006).